# Gytis Andrulionis
Gytis Andrulionis (* 1978 in Lazdijai) ist ein litauischer Jurist, Beamter und  Politiker, ehemaliger Vizeminister.

## Leben
Nach dem Abitur 1984–1996 an der Gustaitis-Mittelschule Lazdijai  absolvierte Gytis Andrulionis von 1996 bis 2000 das Bachelorstudium an der Lietuvos teisės akademija und von 2000 bis 2002 das Masterstudium (im EU-Recht) an der Lietuvos teisės universitetas in Vilnius. Danach studierte er in der Schweiz, Toronto (Kanada), New Dell (Indien). 2006 promovierte er an der MRU zum Thema „Personsautonomie im Gesundheitsrecht“ unter Leitung von Prof. Saulius Arlauskas im Lehrstuhl der Rechtsphilosophie.
Andrulionis arbeitete in der Verwaltung (Bezirk Vilnius), als Auditor im Rechnungshof Litauens (Valstybės kontrolė), war stellvertretender Direktor des 5. Departaments. Daneben unterrichtete er als Hochschullehrer an der Universität Vilnius und MRU (Fach: Gesundheitsrecht und Wirtschaft). Vom April 2009 bis Dezember 2012 war er Stellvertreter des Justizministers Remigijus Šimašius, des ehemaligen Kollegen vom Lehrstuhl der Rechtsphilosophie der MRU. Von 2013 bis 2014 war er stellv. Direktor im Institut für Recht. Von 2015 bis 2017 war er Rechtsanwalt. Ab März 2017 war er Berater der Ministerin am Kulturministerium Litauens. Vom 18. August 2017 bis 2020 war er Stellvertreter von Liana Ruokytė-Jonsson im Kabinett Skvernelis. 2020 leitet er die nationale Behörde  Valstybinė vaistų kontrolės tarnyba am Gesundheitsministerium Litauens.

## Publikationen
- The importance of the national laws in the implementation of the European legislation, à paraître dans le European Journal of Health Law;
- Teisiniai medicinos aspektai: pacientų teisės // Šeimos sveikatos enciklopedija. Kaunas: Šviesa, 2008;
- (mit Sprumont D.) The Importance of National Laws in the Implementation of the European Legislation of Biomedical Research. European Journal of Health Law. 2005. No 3;
- Kučinskas V., Steponavičiūtė D., Andrulionis G. The value of free and informed consent in personalising medicine. Acta Medica Lituanica. 2005. No 4;
- Gyvybės iki gimimo statusas teisėje – probleminiai terminologĳos aspektai. Jurisprudencĳa. 2007, Nr. 3 (93).